# Achyrolimonia monacantha
Achyrolimonia monacantha är en tvåvingeart som först beskrevs av Alexander 1924.  Achyrolimonia monacantha ingår i släktet Achyrolimonia och familjen småharkrankar. Inga underarter finns listade i Catalogue of Life.